# Hexadella dedritifera
Hexadella dedritifera är en svampdjursart som beskrevs av Topsent 1913. Hexadella dedritifera ingår i släktet Hexadella och familjen Ianthellidae. Inga underarter finns listade i Catalogue of Life.